# 奥尔蒂盖拉
奥尔蒂盖拉（西班牙語：Ortigueira，加利西亞語發音：[oɾ.tiˈɣej.ɾɐ]）是西班牙加利西亚自治区拉科鲁尼亚省的一个市镇。总面积210km², 总人口5966人（2017年），人口密度28人/km²。

## 地名
奥尔蒂盖拉这个地名来源自拉丁语的。其中“urtica”是指蕁麻，“ariam”为名词后缀，整个地名表示“拥有大量荨麻的地方”。荨麻也出现在了该市的市旗和市徽上。

## 人口
| 奥尔蒂盖拉历史人口变化图 |
|                          |
| 来源：西班牙国家统计局   |

## 政治
| 2011年5月22日市镇选举结果 |       |        |        |
| 政党                      | 票数  | %      | 议席数 |
| PPdeG                     | 2,288 | 49.00% | 7      |
| PSdeG-PSOE                | 1,853 | 36.69% | 6      |
| BNG                       | 296   | 6.34%  | 0      |

| 2015年5月24日市镇选举结果 |      |        |        |
| 政党                      | 票数 | %      | 议席数 |
| PSdeG-PSOE                | 2117 | 50.29% | 7      |
| PPdeG                     | 1696 | 40.29% | 5      |
| BNG                       | 330  | 7.84%  | 1      |

- 备注：
  - 加利西亚人民党（PPdG）
  - 加利西亚工人社会党（PSdeG-PSOE）
  - 加利西亚民族主义集团（BNG）

## 图集

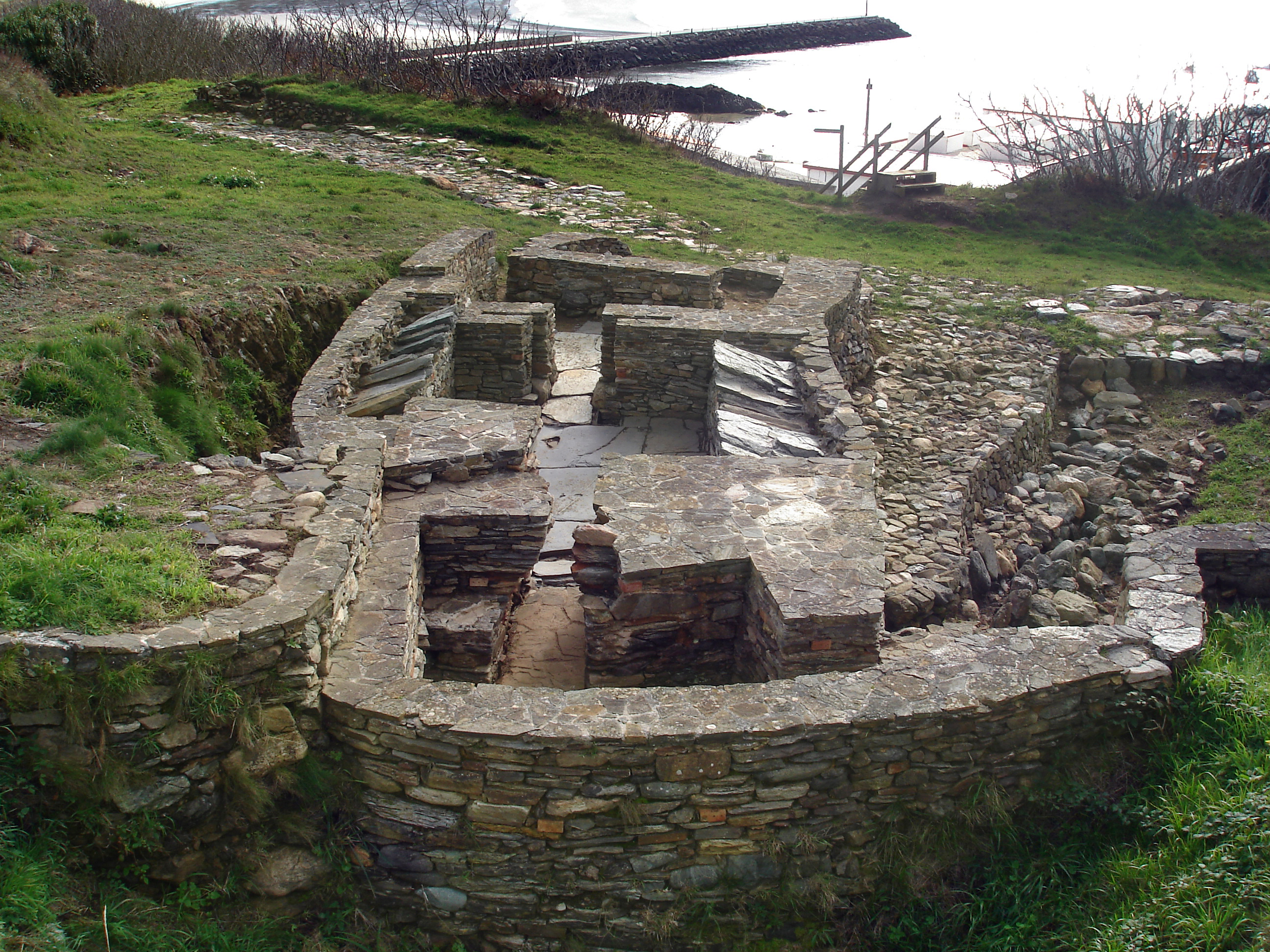
遗址
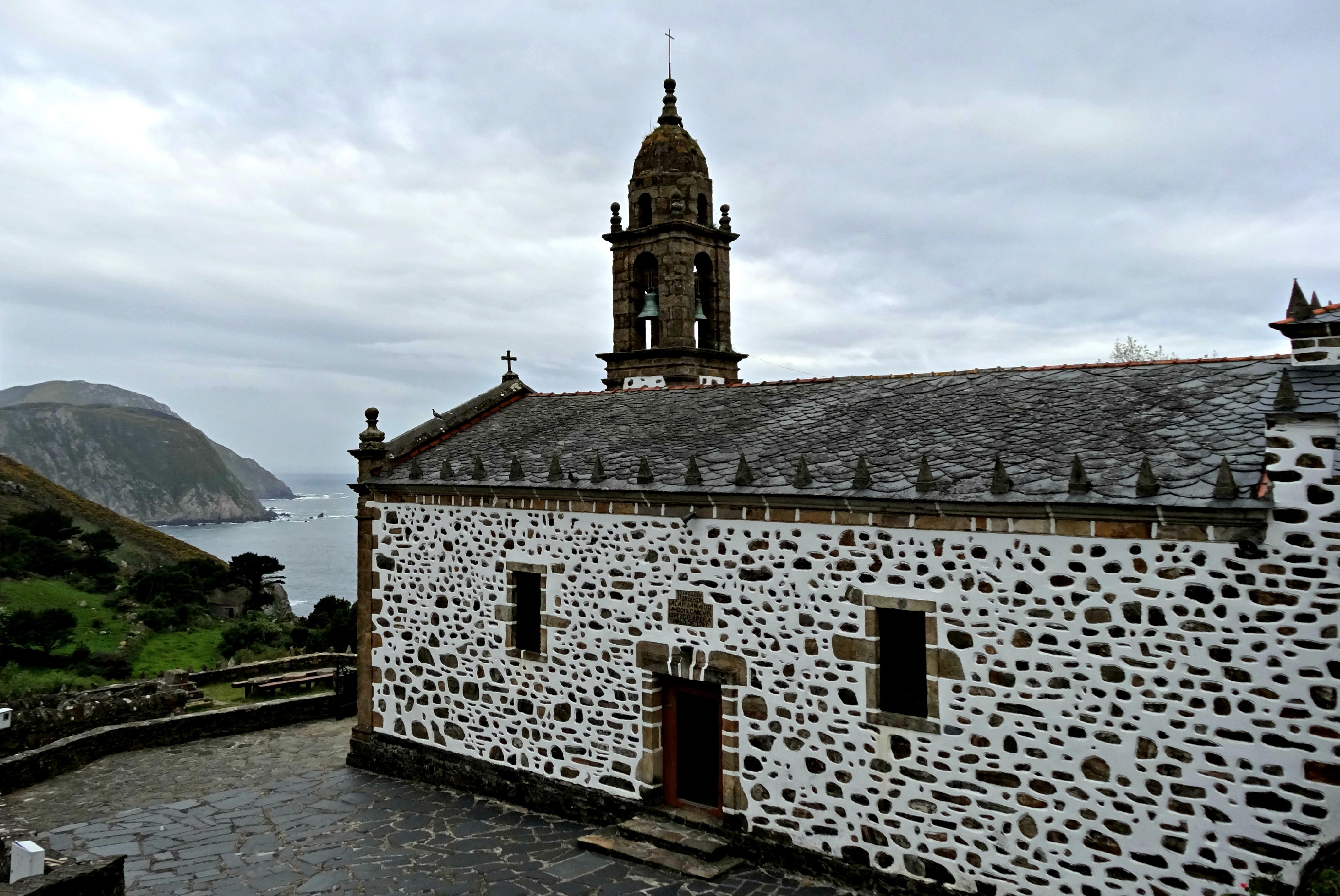
教堂
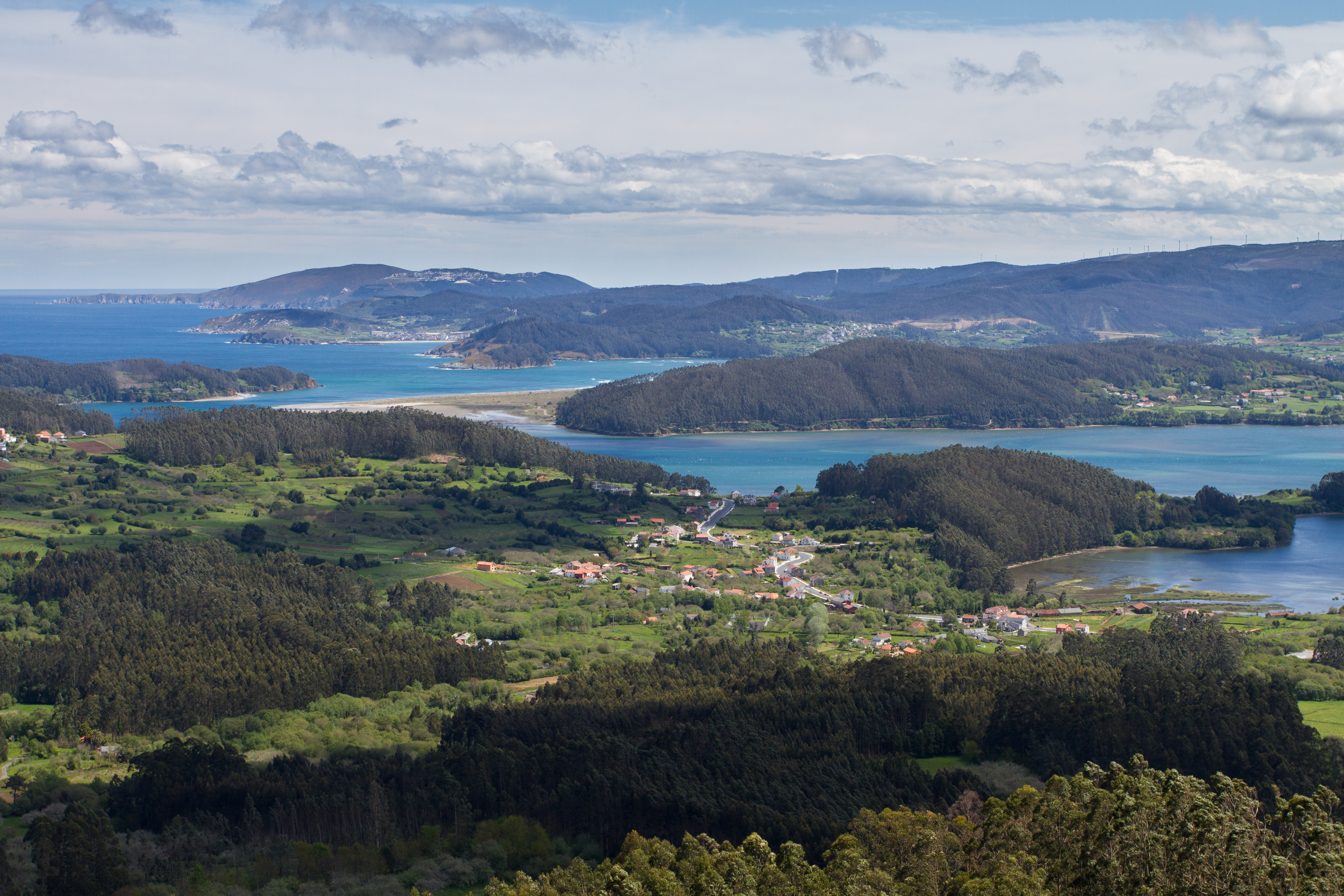
入海口
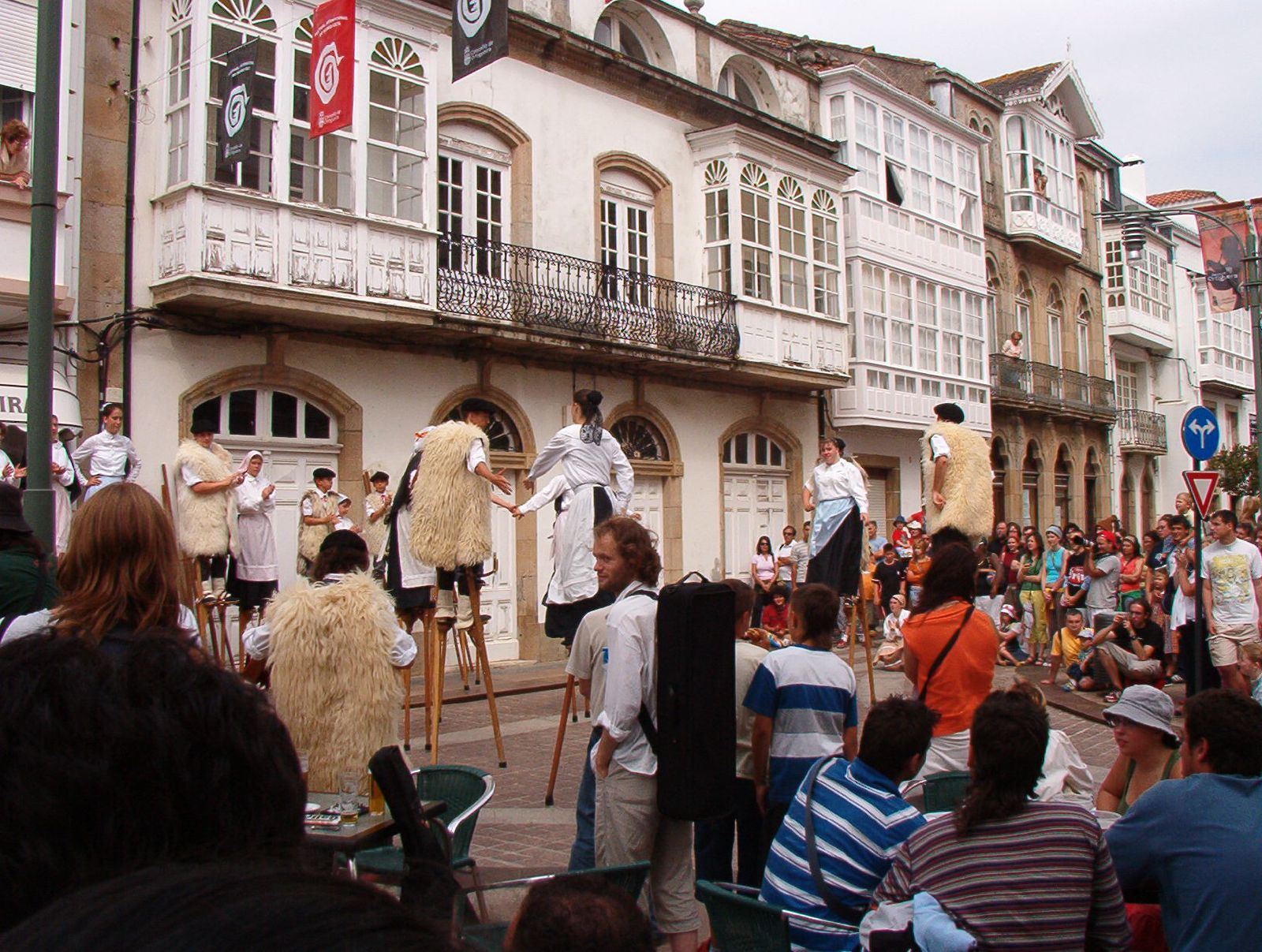
文化节日